# ОШ „Јован Јовановић Змај” Сремска Митровица
ОШ „Јован Јовановић Змај” Сремска Митровица основана је 10. септембра 1953. године, под називом Осмогодишња школа број 1. Поред матичне школе у Сремској Митровици у саставу школе су и два подручна одељења у Јарку и Шашинцима, као осмогодишње школе.

## Матична школа
Школска зграда је изграђена средствима самодоприноса грађана Сремске Митровице и усељена је 3. септембра 1971. године. Зграда има 6000m², има шеснаест учионица опште намене, три кабинета, фискултурну салу, свечану салу и хол за извођење културних активности, као и пратеће просторије за наставно, административно и помоћно особље. Септембра 1979. године, основна школа почела је да ради као интегрисана целина у коју су ушли: ОШ „Доситеј Обрадовић” из Шашинаца и „Борис Кидрич” из Јарка.

## Подручно одељење – Јарак
Школа у Јарку се први пут помиње 1733. године. Вероватно се ишло у приватне куће, док се 1746. године помиње изградња школске зграде у селу. Забележено је, да је у Јарку 1766. године, било 10 ђака.  Списи бележе да је, иако је село изгорело, током Првог светског рата, 1917. године, у Јарку обновљен рад школе. За време Краљевине Југославије, Јарак је био веће село, па је у њему била такозвана „петовница”, односно, основна школа са пет разреда. Јарак је био изложен великом страдању у Другом светском рату када је изгорела сва сеоска и школска архива.

## Подручно одељење – Шашинци
Прва школа у Шашинцима помиње се 1749. године под називом Мала српска вероисповедна школа. Учитељ је био поп Мојсије Поповић. У архивским списима постоји податак, да је у Шашинцима било 28 ђака, а да је учитељ Јозеф Весели из Чешке, који је, поред матерњег језика говорио немачки, латински и помало српски језик. Пар година касније, 1780. учитељ је био Мојсије Бугарин.
Шашинци су подигли нову зграду основне школе 1888. године, а 1905. у њој је 220 ђака, од којих је 80 било женске деце, што је већи број него данас.